# Елисеев, Иван Васильевич
Иван Васильевич Елисеев (8 сентября 1909 — 21 августа 1981) — передовик советской цветной металлургии, директор Североуральских бокситовых рудников Свердловского совнархоза, Герой Социалистического Труда (1961).

## Биография
Родился 8 сентября 1909 году в посёлке Кыштыме Екатеринбургского уезда Пермской губернии в русской семье потомственного рабочего-металлурга. Завершив обучение в семилетней школе стал работать рабочим-загрузчиком на Карабашском медеплавильном заводе. В 1930 году по комсомольской путёвке был направлен на обучение на рабочий факультет в Свердловский горный институт.
В 1937 году после завершения обучения в высшем учебном заведении стал работать сменным мастером — инженером на Дегтярском медном руднике, затем назначался на должность начальника шахт «Комсомольская», «Большевик» и «Ново-Левинская». С 1944 по 1945 годы выполнял обязанности главного инженера Красноуральского рудоуправления. С 1947 по 1956 годы стал работать директором Красноуральского рудоуправления.
В сентябре 1956 года его назначили на должность директора управления Северо-уральских бокситовых рудников (СУБР) в городе Североуральск Свердловской области. Под его чутким руководством были внедрены новые общественные формы хозяйствования. Лично выполнял проведение реконструкции и обновление методов ведения горных работ.
За выдающиеся успехи, достигнутые в деле развития цветной металлургии, Указом Президиума Верховного Совета СССР от 9 июня 1961 года Ивану Васильевичу Елисееву было присвоено звание Героя Социалистического Труда с вручением ордена Ленина и золотой медали «Серп и Молот».
В июле 1967 года был назначен на должность директора Научно-исследовательского и проектно-конструкторского института профилактики Главного управления проектных и научных организаций.
Умер 21 августа 1981 года в Свердловске. Похоронен на Широкореченском кладбище.

## Награды
За трудовые успехи удостоен:
- золотая звезда «Серп и Молот» (09.06.1961)
- орден Ленина (09.06.1961)
- два ордена Трудового Красного Знамени (24.02.1954; 20.05.1966)
- Медаль «За трудовую доблесть» (05.05.1949),
- Медаль «За доблестный труд в Великой Отечественной войне 1941—1945 гг.»
- другие медали.
- Почётная грамота Президиума Верховного Совета РСФСР (1959).